# Back to the Beat (EP)
Back to the Beat es el primer EP significante de la banda de Minneapolis Motion City Soundtrack. El EP fue grabado en Sound In Motion Recordings y producido por Modern Radio Records, contiene canciones que luego fueron relanzadas. "Throw Down", "Back to the Beat", y "Capital H" fueron relanzadas en un split EP hecho junto a Schatzi, "Capital H" fue además re-producida en el álbum debut de Motion City Soundtrack I Am the Movie. Al momento de grabarse, los miembros de la banda no eran los mismos de la formación actual formafa en el 2002.Los integrantes en este EP eran Joshua Cain, Austin Lindstrom, Joel Habedank y Justin Pierre.

## Lista de canciones
1. "Capital H" - 2:44
2. "Throw Down" - 3:10
3. "The Here Away" - 2:21
4. "Opening Night" - 2:02
5. "Back To The Beat" - 1:39

## Créditos
- Joshua Cain - voz, guitarra
- Austin Lindstrom - bajo
- Joel Habedank - batería
- Justin Pierre - voz, guitarra, teclado